# Lepthyphantes kratochvili
Lepthyphantes kratochvili este o specie de păianjeni din genul Lepthyphantes, familia Linyphiidae, descrisă de Fage, 1945. Conform Catalogue of Life specia Lepthyphantes kratochvili nu are subspecii cunoscute.